# Vigilar y castigar
Vigilar y castigar. Nacimiento de la prisión (en francés, Surveiller et Punir: Naissance de la prison) es un libro del filósofo e historiador francés Michel Foucault, publicado originalmente en 1975. Es un examen de los mecanismos sociales y teóricos que hay detrás de los cambios masivos que se produjeron en los sistemas penales occidentales durante la Edad Moderna.

## Resumen
Vigilar y castigar está dividido en cuatro partes: Suplicio, Castigo, Disciplina y Prisión.

### Suplicio
Según Foucault, desde la Edad Media el suplicio era un riguroso modelo de demostración penal, cuyo objetivo era el de manifestar la verdad que se había obtenido gracias al resto del proceso penal, y que hacía del culpable el pregonero de su propia condena al llevar el castigo físicamente sobre su propio cuerpo (paseo por las calles, cartel, lectura de la sentencia en los cruces...). Además, el suplicio también consistía en un ritual político, ya que en el derecho de la Edad Antigua el crimen suponía sobre todo un ataque al soberano, que era aquel del que emanaba la ley. Por tanto, la pena no solo debía reparar el daño que se había cometido, sino que suponía también una venganza a la ofensa que se había hecho al rey. 
Sin embargo, entre los siglos XVII y XIX comienzan a desaparecer los suplicios, debido básicamente a dos procesos:
- La desaparición del espectáculo punitivo. Los días de ejecución y de suplicio eran momentos propicios para que se cometieran desórdenes entre el público. Además, con frecuencia el condenado llegaba a convertirse en objeto de admiración. A partir del siglo XIX, el castigo pasa a ser la parte más oculta del proceso penal.
- El relajamiento de la acción sobre el cuerpo del delincuente. Aunque las nuevas penas (trabajos forzados, prisión...) también son “físicas”, el cuerpo se toma en ellas como un medio para privar al delincuente de la libertad. El objeto de la operación punitiva deja de ser fundamentalmente el cuerpo y pasa a ser el alma. Deja de juzgarse simplemente un hecho delictivo para pasar a juzgarse toda una serie de pasiones, instintos, anomalías, inadaptaciones, etc. con las que se califica a los individuos, los “delincuentes”, «no ya sobre lo que han hecho, sino sobre lo que son, serán y pueden ser».[1] Esto, además, supondrá la aparición de toda una serie de expertos (psiquiatras, educadores, funcionarios...) alrededor del castigo.

### Castigo
A partir de la segunda mitad del siglo XVIII aparecen numerosas protestas en contra de los suplicios, que se consideran tanto vergonzosos como peligrosos. Estas críticas se basan sobre todo en el concepto de “humanidad” como algo que se debe respetar incluso en el peor de los asesinos. Sin embargo, según Foucault, estas críticas esconden algo más profundo: la búsqueda de una nueva “economía del castigo”.
Los cambios sociales del siglo XVIII, y fundamentalmente el aumento de la riqueza, suponen una disminución de los crímenes de sangre y un aumento de los delitos contra la propiedad. En este contexto, la burguesía emergente siente la necesidad de un ejercicio más escrupuloso de la justicia, que castigue toda pequeña delincuencia que antes dejaba escapar y para la que el suplicio resulta totalmente desmedido. Por lo tanto, lo que piden los reformadores a lo largo de todo el siglo XVIII es «castigar con una severidad atenuada, quizá, pero para castigar con más universalidad y necesidad».
En este contexto, se considera que el delito ataca a la sociedad entera, que tiene el derecho de defenderse de él y de castigarlo. El castigo ya no puede concebirse como una venganza, sino que se justifica a partir de la defensa de la sociedad y de su utilidad para el cuerpo social (aparece, así, la importancia de la prevención del delito). Este nuevo poder de castigar se basa en seis reglas básicas:
- Regla de la cantidad mínima: Se comete un crimen porque se espera obtener ventajas. Por tanto, el castigo tiene que superar, pero solo un poco, esas ventajas.
- Regla de la idealidad suficiente: La eficacia de la pena descansa en la desventaja que se espera de ella. Por tanto, el castigo tiene que basarse, sobre todo, en la representación que el posible delincuente hace de él.
- Regla de los efectos laterales: Los efectos más intensos no se deben producir en el culpable, sino en los que pudieran llegar a serlo.
- Regla de la certidumbre absoluta: Debe tenerse una seguridad de que el delito va a ser castigado y no quedar impune. Por tanto, el aparato de justicia debe ir unido a un órgano de vigilancia: la policía y la justicia deben ir juntas.
- Regla de la verdad común: Siguiendo las reglas del método científico, la investigación abandona el antiguo modelo inquisitorial para adoptar el de la investigación empírica.
- Regla de la especificidad óptima: Es necesario que todas las infracciones estén especificadas. Además, debe haber una individualización de las penas, para que se acomoden a las características de cada delincuente, que se percibe como un individuo al que es necesario conocer. Aquí tendrán acomodo las ciencias humanas y sociales aplicadas a la penalidad.

Las nuevas penas que se buscan para desarrollar esta nueva tecnología del castigo tienen que cumplir varias condiciones:
- Deben ser lo menos arbitrarias posible: el vínculo entre delito y castigo debe ser inmediato.
- Hay que basarse en los intereses del posible delincuente: si el interés es la fuerza que mueve al delito, hay que utilizar esa misma fuerza para evitarlo.
- Es necesaria una modulación temporal: Una pena definitiva supondría que el trabajo que se invierte en el delincuente sería desaprovechado, pues el delincuente regenerado no volvería a la sociedad
- El castigo afecta sobre todo a los posibles delincuentes; el culpable no es más que uno de sus blancos. Además, los castigos pueden ser considerados como una retribución que el culpable da a cada uno de sus conciudadanos por el crimen que los ha perjudicado a todos.
- El castigo público debe ser como un libro de lectura, en donde puedan leerse las propias leyes; los castigos deben ser una escuela y no una fiesta.
- Hay que acabar con la gloria ambigua de los criminales, como la que aparecía en los romances populares.

### Disciplina
En esta tercera parte, Foucault pasa a hacer un análisis de los cambios aparecidos en instituciones como hospitales, cuarteles, escuelas, etc., con el fin de relacionar las nuevas formas de control de los individuos que aparecen en estos escenarios con el análisis de la economía del castigo.

#### Las disciplinas
A partir del siglo XVIII hay un descubrimiento de técnicas que permiten un control minucioso del cuerpo y le imponen docilidad y que se recogen en reglamentos militares, escolares y hospitalarios. Foucault denomina a estas técnicas “disciplinas”.
Las disciplinas basan su éxito en la utilización de instrumentos simples:
- Vigilancia jerárquica: La vigilancia debe ser una mirada que vea sin ser vista. Por ejemplo, empezarán a construirse edificios que no estén hechos para ser vistos (palacios) ni para ver el exterior (fortalezas), sino para permitir un control interior. De esta forma se van constituyendo el hospital-edificio (como instrumento de la acción médica), la escuela-edificio (como máquina-pedagógica), etc.
- Castigo disciplinario:
  - En todos los sistemas disciplinarios funciona algún tipo de mecanismo penal: sus propias leyes, sus castigos especificados, sus normas de sanción...
  - Lo que la disciplina castiga realmente son las desviaciones. Los castigos disciplinarios están para hacer respetar un orden artificial (un reglamento), pero también un orden “natural”, definido por unos procesos naturales y observables, como la duración de un aprendizaje o el nivel de aptitud alcanzado.
  - Dado que el castigo disciplinario tiene por función reducir las desviaciones, debe ser fundamentalmente correctivo.
  - Todas las conductas y las cualidades se califican a partir de los dos polos del bien y el mal, y sobre ello se puede establecer una cuantificación que permite obtener un balance. De esta forma, lo que se califica ya no son las acciones, sino a los individuos mismos.
  - Esta contabilidad de premios y sanciones permite establecer con exactitud el rango de cada uno, de modo que la disciplina es capaz de premiar simplemente concediendo ascensos y de castigar degradando.
  - Por tanto, el castigo del poder disciplinario no tiende a la expiación, sino a la normalización.
- Examen: El examen «es una mirada normalizadora, una vigilancia que permite calificar, clasificar y castigar».[3] El examen, que va a ser absolutamente esencial en la constitución de las ciencias humanas y sociales, se basa en los siguientes mecanismos:
  - Tradicionalmente, el poder es lo que se ve, y aquello sobre lo que se ejerce permanece en la sombra. Sin embargo, el poder disciplinario se ejerce haciéndose invisible, y en cambio ejerce sobre quienes se ejerce una visibilidad obligatoria.
  - El examen va acompañado de un sistema de registro y de acumulación documental. De esta forma, el individuo se constituye en objeto descriptible, analizable, que se estudia en sus rasgos particulares y en su evolución individual; y por otra parte se constituye un sistema comparativo que permite el estudio de fenómenos globales y la descripción de grupos.
  - El examen hace de cada individuo un “caso”. Antes, el ser descrito y seguido detalladamente era un privilegio; con el examen, en cambio se hace de esta descripción detallada un medio de control y dominación.

Todo esto supone una construcción distinta de la individualización. En el Antiguo Régimen, cuanto mayor poderío se tiene más marcado se está como individuo (mediante rituales, representaciones...). En cambio, en un régimen disciplinario el poder se vuelve más anónimo y funcional y por el contrario se individualiza más a aquellos sobre los que el poder se ejerce con más fuerza. Es precisamente el que se sale de la norma (el niño, el enfermo, el loco, el condenado) el que se describe y registra más rigurosamente.

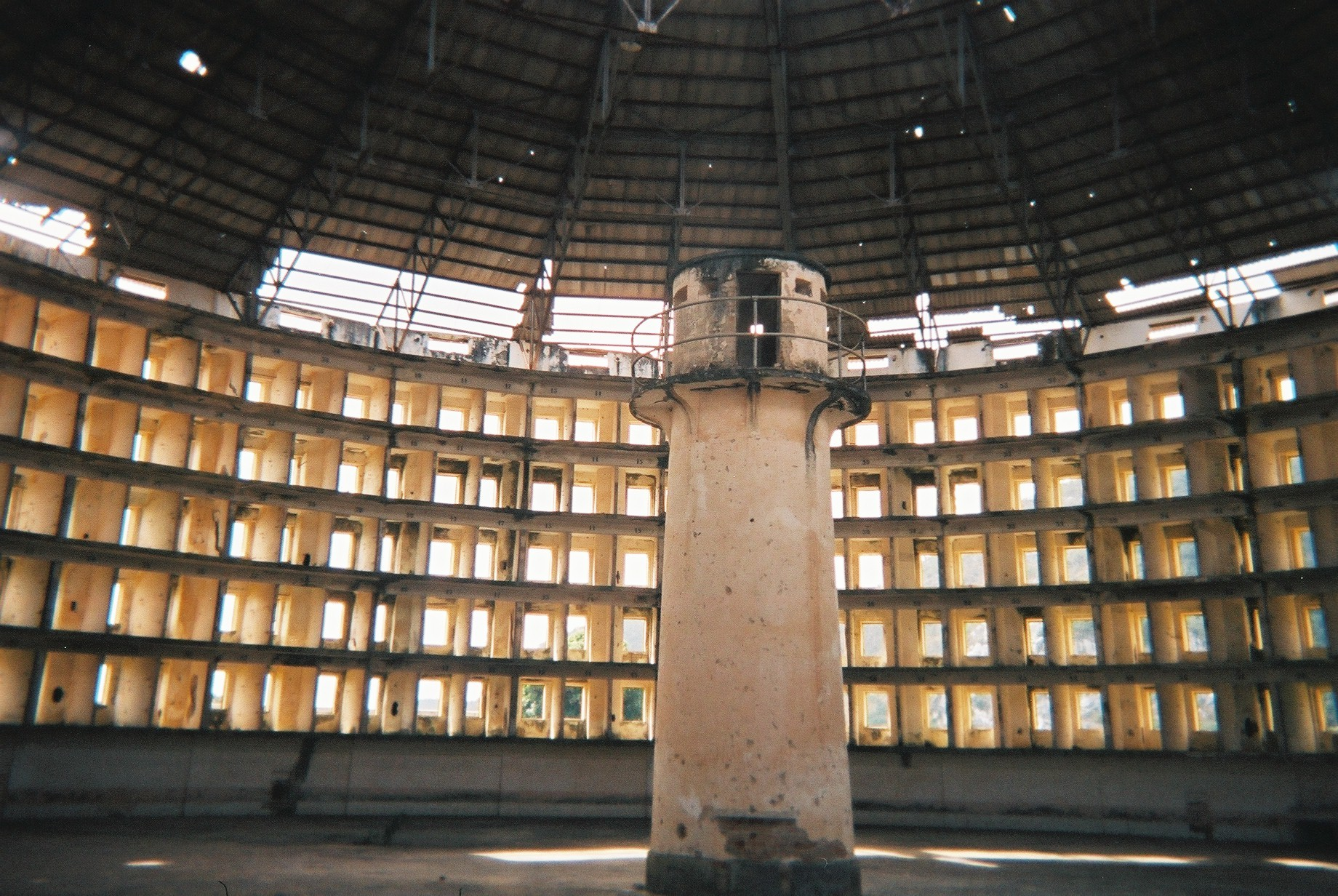
Panóptico implementado en el Presidio Modelo, Isla de la Juventud, Cuba.

#### Panoptismo
Según Foucault, los principios anteriores se materializan en el panóptico que Jeremy Bentham diseñó como edificio perfecto para ejercer la vigilancia. El efecto más importante del panóptico es inducir en el detenido un estado consciente y permanente de visibilidad que garantiza el funcionamiento automático del poder, sin que ese poder se esté ejerciendo de manera efectiva en cada momento, puesto que el prisionero no puede saber cuándo se le vigila y cuándo no. El panóptico sirve también como laboratorio de técnicas para modificar la conducta o reeducar a los individuos, por lo que no sólo es un aparato de poder, sino también de saber.
El panóptico permite perfeccionar el ejercicio del poder, ya que permite reducir el número de los que lo ejercen y multiplicar el de aquellos sobre los que se ejerce. Además, permite actuar incluso antes de que las faltas se cometan, previniéndolas. Sin otro instrumento que la arquitectura, actúa directamente sobre los individuos.
De esta manera aparece una “sociedad disciplinaria” debido a la extensión de las instituciones disciplinarias:
- Anteriormente se pedía a la disciplinas sobre todo que ejercieran un papel de neutralización del peligro para la sociedad o para el soberano. Ahora, en cambio, lo que se pide de ellas es aumentar la utilidad de los individuos. Por eso tienden a implantarse en los sectores más centrales y productivos de la sociedad.
- Los mecanismos disciplinarios tienden a salir de los ámbitos concretos en los que funcionaban para aparecer en todo el entramado social. Además, las instituciones dejan de ejercer una vigilancia únicamente interna y comienzan a ejercer un control también sobre el exterior (los hospitales ejercen la vigilancia de la salud general de la población, por ejemplo).
- Hay una tendencia a la nacionalización de los mecanismos de disciplina. Para ejercerse, el poder debe apropiarse de instrumentos de vigilancia permanente, exhaustiva, omnipresente.

Por tanto, como señala Foucault, «la “disciplina” no puede identificarse ni con una institución ni con un aparato. Es un tipo de poder y una modalidad para ejercerlo».

### Prisión
Aunque la prisión no era algo nuevo, en el paso del siglo XVIII al XIX comienza a imponerse como castigo universal debido a que presenta ciertas ventajas respecto a las anteriores formas de pena:
- En una sociedad en la que la libertad es el bien por excelencia, su privación también aparece como un mal para todos, por lo que aparece como un castigo “igualitario”.
- La prisión permite cuantificar exactamente la pena mediante la variable de tiempo.
- La prisión asume un papel de aparato para transformar los individuos y para ello reproduce, acentuados, todos los mecanismos disciplinarios que aparecen en la sociedad.

Los principios fundamentales sobre los que se asienta la prisión para poder ejercer una educación total sobre el individuo son los siguientes:
- El aislamiento del condenado, que garantiza que el poder se ejercerá sobre él con la máxima intensidad, ya que no podrá ser contrarrestado por ninguna otra influencia.
- El trabajo, que está definido como un agente de la transformación penitenciaria. No es la producción en sí lo que se considera intrínsecamente útil, sino los efectos que ejerce sobre el penado, que se ha de transformar en un individuo que sigue las normas generales de la sociedad industrial.
- La modulación de la pena, que permite cuantificar exactamente las penas y graduarlas según las circunstancias. Además, la duración de la pena debe ajustarse a la transformación del recluso a lo largo de dicha pena. Ahora bien, esto implica que tiene que haber una autonomía del personal que administra la pena: el director de la prisión, el capellán, y más adelante psicólogos o asistentes sociales. Es su juicio, en un sentido de diagnóstico científico, el que debe llevar a la modulación o incluso suspensión de la pena.

De esta manera aparece dentro de la prisión un modelo técnico-médico de la curación y de la normalización. La prisión se convierte fundamentalmente en una máquina de modificar el alma de los individuos. Lo penal y lo psiquiátrico se entremezclan. La delincuencia se va a considerar como una desviación patológica que puede analizarse como otro tipo de enfermedades. A partir de aquí puede establecerse el conocimiento “científico” de los criminales: aparece la criminología como ciencia. Así, la prisión se convierte en una especie de observatorio permanente de la conducta: en un aparato de saber.
Foucault señala que la crítica a la prisión comienza ya a principios del siglo XIX, y utiliza los mismos argumentos que podemos encontrarnos hoy en día: las prisiones no disminuyen la tasa de la criminalidad, la detención provoca la reincidencia e incluso fabrica delincuentes, los ex-presos van a tener mucha dificultad para que la sociedad los acepte, la prisión hace caer en la miseria a la familia del detenido… Ahora bien, a pesar de estas críticas, la prisión se ha seguido defendiendo como el mejor instrumento de pena siempre que se mantengan ciertos principios (que ya aparecían a mediados del siglo XVIII):
- Principio de la corrección: La detención penal debe tener como función esencial la transformación del comportamiento del individuo.
- Principio de la clasificación: Los detenidos deben estar repartidos según criterios como su edad, sus disposiciones, las técnicas de corrección que se van a utilizar con ellos y las fases de su transformación.
- Principio de la modulación de las penas: El desarrollo de las penas debe poder modificarse de acuerdo con la individualidad de los detenidos.
- Principio del trabajo como obligación y como derecho: El trabajo debe ser uno de los elementos esenciales de la transformación y de la socialización progresiva del detenido.
- Principio de la educación penitenciaria: La educación del detenido es una precaución en interés de la sociedad a la vez que una obligación frente al detenido.
- Principio del control técnico de la detención: El régimen de la prisión debe ser controlado por un personal especializado que posea la capacidad moral y técnica para velar por la buena formación de los individuos.
- Principio de las instituciones anejas: La prisión debe ir seguida de medidas de control y de asistencia hasta la readaptación definitiva del antiguo detenido.

Según Foucault, progresivamente las técnicas de la institución penal se transportan al cuerpo social entero, lo que tiene varios efectos importantes:
- Se produce una gradación continua entre el desorden, la infracción y la desviación respecto de la regla. En realidad, la desviación y la anomalía (que lleva consigo el desorden, el crimen, la locura) obsesionan a las distintas instituciones (escuela, hospital, prisión...).
- Aparecen una serie de canales a través de los cuales se recluta a los “delincuentes”, que con frecuencia pasan a lo largo de sus vidas por las instituciones que están destinadas precisamente a  prevenir y evitar el delito: reformatorios, instituciones de asistencia, cárceles...
- En la gradación continua de los aparatos de disciplina, la prisión no supone más que un grado suplementario en la intensidad del mecanismo que actúa ya desde las primeras sanciones. «En su función, este poder de castigar no es esencialmente diferente del de curar o el de educar».[5]
- En todas partes nos encontramos jueces de la normalidad: el profesor-juez, el médico-juez, el trabajador social-juez...
- El tejido carcelario de la sociedad es a la vez el instrumento para la formación del saber que el poder necesita. Las ciencias humanas han sido posibles porque se acomodaban a esta forma específica de poder.

## Recepción
La publicación del libro fue "ampliamente notoria en los principales medios culturales franceses" de la época, como Le Nouvel Observateur y Le Monde.  Después de su publicación en inglés en 1977, fue "ampliamente reseñado en medios no académicos", sin embargo, las reseñas académicas fueron "mucho menos comunes".
El historiador Peter Gay describió Vigilar y castigar como el texto clave de Foucault que ha influido en los estudios sobre la teoría y la práctica de las prisiones del siglo XIX. Aunque Gay escribió que Foucault "insuflaba aire fresco a la historia de la penología y dañaba gravemente, sin desacreditarlo por completo, el optimismo tradicional Whig sobre la humanización de las penitenciarías como una larga historia de éxito", sin embargo, hizo una evaluación negativa del trabajo de Foucault, respaldando la visión crítica de Gordon Wright en su libro de 1983 Entre la guillotina y la libertad: dos siglos del problema del crimen en Francia. Gay concluyó que Foucault y sus seguidores exageran el grado en que mantener "a las masas calladas" motiva a quienes están en el poder, subestimando así factores como "la contingencia, la complejidad, la pura ansiedad o estupidez de los que detentan el poder", o su auténtico idealismo.
El profesor de derecho David Garland escribió una explicación y crítica de Vigilar y castigar. Hacia el final, resume las principales críticas que se han hecho. Afirma que "el principal tema crítico que surge, y que es realizado independientemente por muchos críticos diferentes, se refiere a la sobreestimación que hace Foucault de la dimensión política. Vigilar y castigar propone constantemente una explicación en términos de poder -a veces en ausencia de cualquier evidencia que la respalde- donde otros historiadores verían la necesidad de tener en cuenta otros factores y consideraciones".
Otra crítica dirigida contra el enfoque de Foucault es que a menudo estudia el discurso de las "prisiones" en lugar de su práctica concreta; Fred Alford retoma este punto de vista: "Foucault ha confundido la idea de prisión, tal como se refleja en el discurso de los criminólogos, con su práctica. Dicho de forma más precisa, Foucault presenta los ideales utópicos de los reformadores penitenciarios del siglo XVIII, la mayoría de los cuales nunca se hicieron realidad, como si fueran las reformas reales de los siglos XVIII y XIX. Esto se puede ver incluso en las imágenes de Vigilar y castigar, muchas de las cuales son dibujos de prisiones ideales que nunca se construyeron. Una fotografía es de los edificios de la prisión panóptica de Stateville, pero es evidente que es una fotografía antigua, en la que no se ven reclusos. Tampoco se ven las mantas y el cartón que ahora encierran las celdas".